# جون ستيجيمان
جون ستيجيمان (بالهولندية: John Stegeman)‏ (27 أغسطس 1976 في هولندا - ) هو مدرب كرة قدم ولاعب كرة قدم هولندي في مركز الهجوم. لعب مع هيراكليس ألميلو.

## وصلات خارجية
- جون ستيجيمان على موقع قاعدة بيانات كرة القدم.إي يو (الإنجليزية)
- جون ستيجيمان على موقع Soccerbase.com (مدرب) (الإنجليزية)
- جون ستيجيمان على موقع عالم كرة القدم.نت (الإنجليزية)